# 와이엠텍
(주)와이엠텍(YM Tech Co. Ltd.)는 대한민국의 전기차 충전기 기업이다. 본사는 충북 청주시 홍덕구 옥산면 과학산업3로 38에 위치해 있다. 대표이사는 김홍기이다.

## 상장
2021년 9월 10일에 주관사를 KB증권으로 공모가 28,000원에 코스닥 시장에 상장하였다.

## 같이 보기
- 전기차

## 참고문헌
1. ↑  와이엠텍 IR 자료 2021년
2. ↑  "와이엠텍, 산업 성장과 정책 수혜 받을 것", 아이투자, 2023-05-15
3. ↑  와이엠텍, ‘고압 양방향 릴레이’ 세계 최초 개발…”LG화학·삼성SDI 손잡아”, 인포스톡데일리, 2022.11.15
4. ↑  와이엠텍, 테슬라 48V 전환 예고..세계최초 고전압 양방향 기술 개발 부각, Fn뉴스, 2023.04.11